# دوپای ویلیام
دوپای ویلیام (نام علمی: Allactaga williamsi) نام یک گونه از خانواده موش‌های دوپا است.